# Frischgrünes Zypergras
Das Frischgrüne Zypergras (Cyperus eragrostis) ist eine Pflanzenart aus der Gattung der Zypergräser (Cyperus) innerhalb der Familie der Sauergrasgewächse (Cyperaceae). Sie stammt aus Südamerika und ist in Europa ein Neophyt.

## Beschreibung

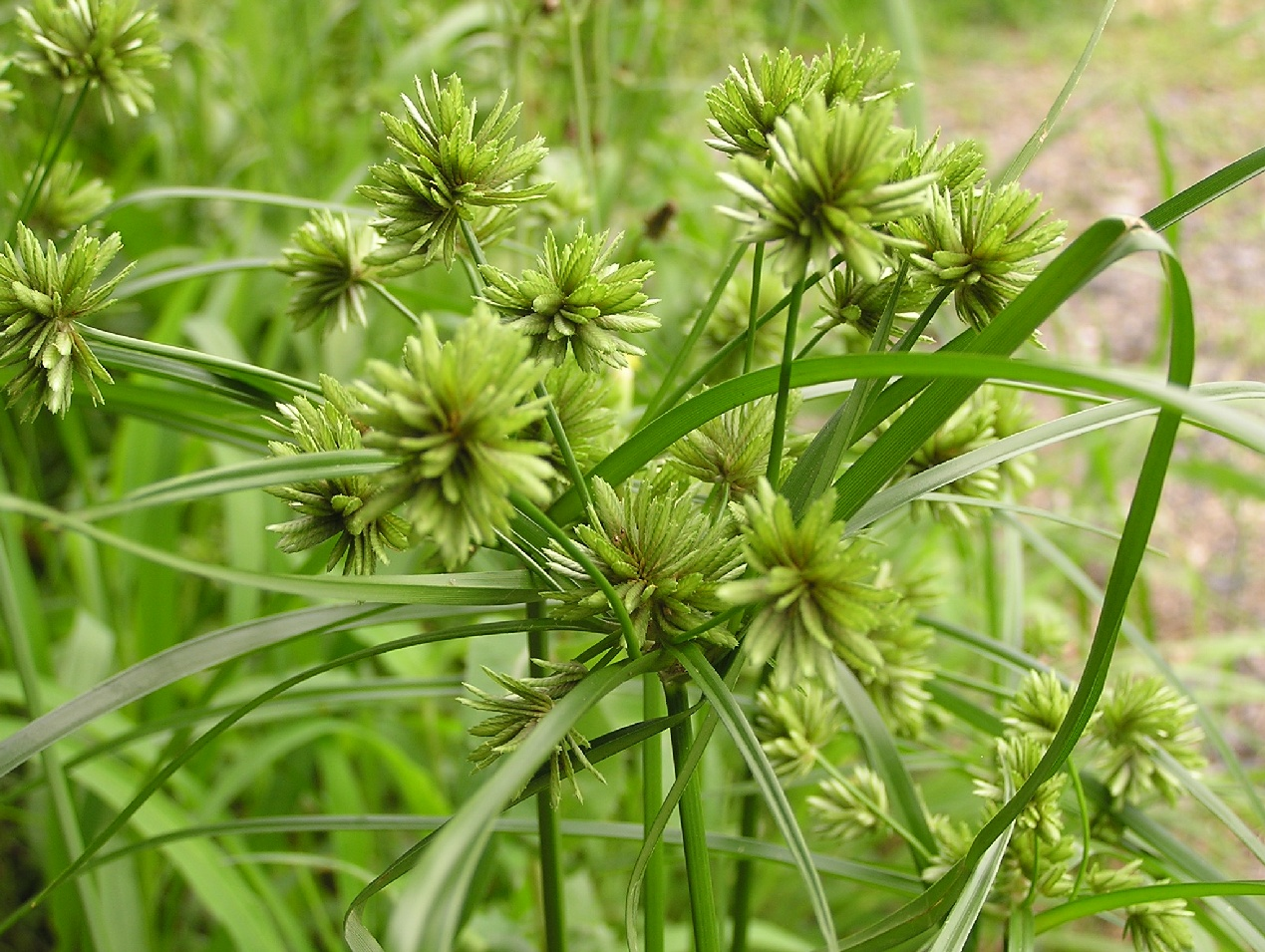
Blütenstand

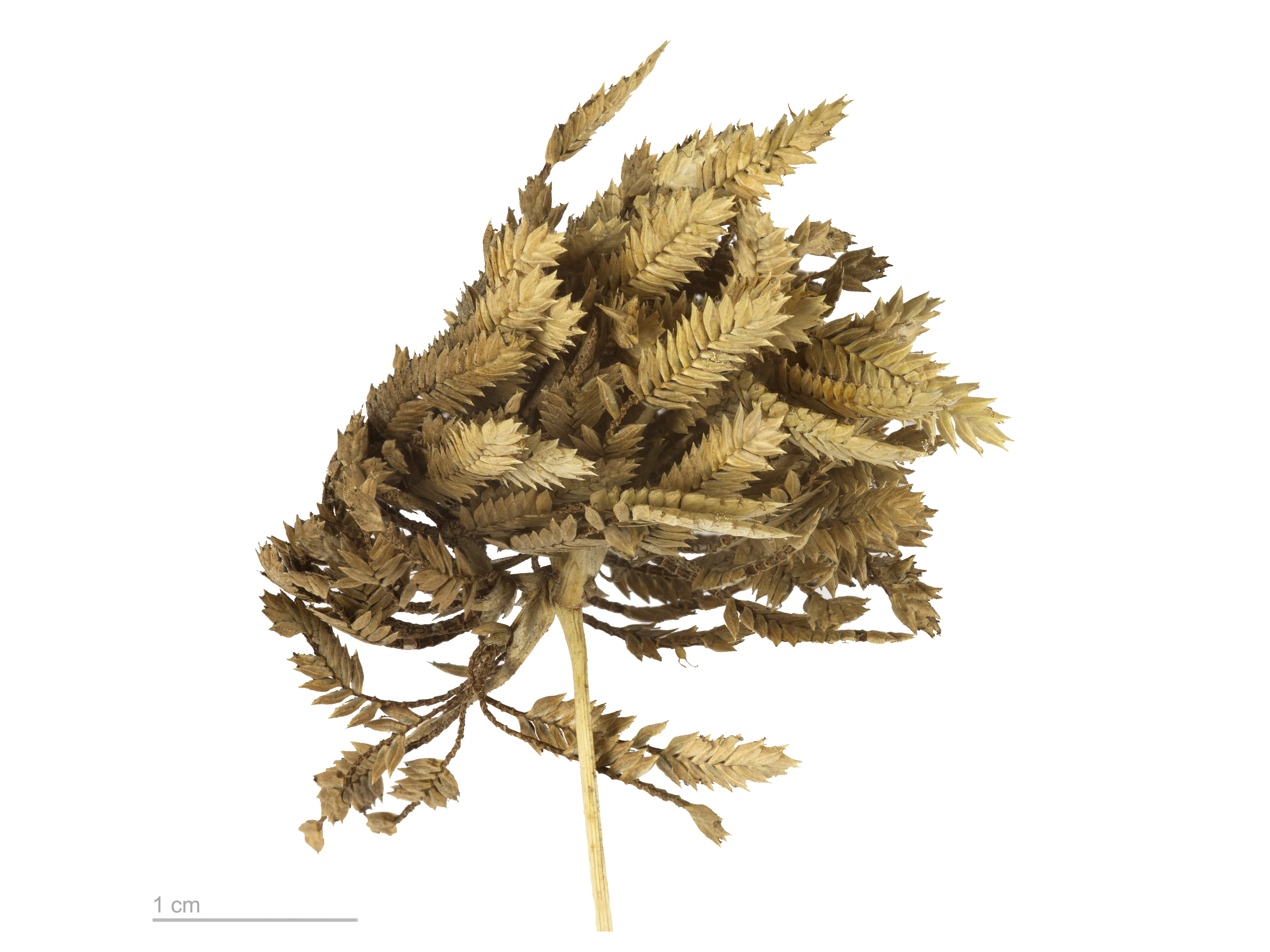
Fruchtstand

Beim Frischgrünen Zypergras handelt es sich um eine ausdauernde, unter ungünstigen klimatischen Bedingungen auch einjährige krautige Pflanze, die meist Wuchshöhen von 40 bis 60 Zentimetern erreicht. Es besitzt keine Ausläufer. Die kahlen Stängel sind im Querschnitt rund bis abgerundet dreieckig. Die 4 bis 8 Millimeter breiten, grasgrünen. kahlen Blätter können im Querschnitt flach oder V-förmig gekielt sein.
Der Blütenstand besteht aus drei bis zehn Ähren, die jeweils 2,5 bis 5 Zentimeter, selten auch länger gestielt sind. Darunter befinden sich vier bis acht waagerechte bis leicht aufsteigende Tragblätter, die deutlich länger als der Blütenstand sind. Die bis zu 10 Zentimeter lang gestielten Ähren sind kugelig und bestehen aus meist 30 bis 50 Ährchen. Diese sind länglich oval, etwa 3 Millimeter breit und 5 bis 15 Millimeter lang und von der Farbe her weißlich grün bis, insbesondere am Grund, beige oder goldbraun. Die Ährchen enthalten meist 20 bis 30 Blüten und sind abgeflacht und an den beiden Seiten gekielt.
Die Chromosomenzahl beträgt 2n = 42.

## Vorkommen
Das Frischgrüne Zypergras kommt ursprünglich im subtropischen Südamerika, in Teilen Nordamerikas und auf der Osterinsel vor.  Es ist aber inzwischen in weiteren Teile Nordamerikas, sowie in Teile Europas, Australiens, Asiens sowie auf Neuseeland und Makaronesien ein Neophyt. Man vermutet, dass die Art als Zierpflanze in die betroffenen Länder eingeführt wurde; sie wird auch heute noch gelegentlich im Handel angeboten.
In Europa ist das Frischgrüne Zypergras hauptsächlich im atlantischen sowie im mediterranen Gebiet in Höhenlagen bis zu 500 Metern (selten bis 550 Metern) verbreitet. Als Erstnachweis der Existenz in Europa sind die 1840er Jahre angegeben. In Deutschland wurde es erstmals 1854 in Hamburg gefunden, wo es auch heute noch vorkommt. Hier und auch in Nordrhein-Westfalen ist die Art eingebürgert. In Mitteleuropa kommt sie sonst noch in Österreich, in der Schweiz, in Tschechien und in den Niederlanden vor. Sie gedeiht in Mitteleuropa in Gesellschaften der Verbände Nanocyperion oder Bidention.
Das Frischgrüne Zypergras wächst in der Nähe von offenen, zeitweise nassen, schlammigen gestörten Standorten, beispielsweise als „Unkraut“ in Reisfeldern, an Flussufern, Teichrändern oder neben Entwässerungsgräben. Ist kein solcher Standort in der Nähe, nimmt es auch mit trockeneren Stellen auf Brachland oder an Straßenrändern vorlieb.
Die ökologischen Zeigerwerte nach Landolt et al. 2010 sind in der Schweiz: Feuchtezahl F = 3+w (feucht aber mäßig wechselnd), Lichtzahl L = 4 (hell), Reaktionszahl R = 4 (neutral bis basisch), Temperaturzahl T = 4+ (warm-kollin), Nährstoffzahl N = 3 (mäßig nährstoffarm bis mäßig nährstoffreich), Kontinentalitätszahl K = 2 (subozeanisch).

## Taxonomie
Das Frischgrüne Zypergras wurde 1791 von Lamarck in Tableau Encyclopédique et Méthodique ... Botanique Band 1, S. 146 als Cyperus eragrostis erstbeschrieben. Ein Synonym ist Cyperus declinatus Moench.